# Костильоле Салуцо
Костильо̀ле Салу̀цо (на италиански: Costigliole Saluzzo; на пиемонтски: Costiole ëd Salusse, Костиоле ъд Салусе) е малко градче и община в Северна Италия, провинция Кунео, регион Пиемонт. Разположено е на 476 m надморска височина. Населението на общината е 3349 души (към 2010 г.).